# Bertoldo I di Zähringen
Bertoldo I di Zähringen (1000 – Weilheim an der Teck, 6 novembre 1078) capostipite della famiglia degli Zähringen, fu duca di Carinzia e margravio di Verona dal 1061 al 1077.

## Biografia
Bertoldo, che probabilmente per parte materna era imparentato con la famiglia degli Hohenstaufen, fu conte su un mosaico di territori nella zona tra Germania, Svizzera, Alsazia (Ortenau, Turgovia, Brisgovia). Suo padre o nonno era Bertoldo/Bezelino di Brisgovia († 1024), un conte di Brisgovia originario della Svevia, imparentato con gli Ahalolfingi.
Sostenne l'imperatore Enrico III, il quale, per ricompensa, gli promise il ducato di Svevia. Ma nel 1057 la sua vedova, Agnese di Poitou, assegnò il ducato a Rodolfo di Rheinfelden. La rinuncia di Bertoldo al titolo venne compensata con l'investitura a duca di Carinzia e margravio di Verona, anche se questa nomina rimase meramente formale.
La sua opposizione con la partecipazione alla Grande rivolta dei Sassoni contro Enrico IV e a Federico I di Svevia, rese insicura la posizione di Bertoldo, (dieta di Ulm 1077), ma infine gli Zähringen riuscirono a mantenere il loro potere. Morì il 6 novembre del 1078 e venne sepolto nell'abbazia di Hirsau.
A lui venne dedicato, il 29 aprile 1877 dal Granduca Federico I di Baden, l'Ordine di Bertoldo I.

## Famiglia e figli
Bertoldo si sposò con Richwara, forse discendente del duca di Carinzia Corrado II ed ebbero cinque figli:
- Ermanno I, fondatore della linea dei margravi di Baden;
- Bertoldo II, duca di Svevia e poi duca di Zähringen;
- Gebeardo III, vescovo di Costanza;
- Liutgarda († circa nel 1119), che sposò il margravio di Nordgau Diepoldo II di Vohburg; madre del margravio Diepoldo III e nonna di Adelaide di Vohburg, la prima moglie dell'imperatore Federico Barbarossa;
- Richinza, che sposò il conte Rodolfo di Frickingen, e che successivamente si risposò con Luigi di Sigmaringen, progenitore della dinastia Helfenstein.

Successivamente Bertoldo si risposò con Beatrice, figlia di Luigi di Montbelliard e sorella del conte Teodorico II di Bar.